# Коберник Катерина Василівна
Катери́на Васи́лівна Кобе́рник — українська політична журналістка та медіаменеджерка. Співзасновниця та головна редакторка українського інтернет-видання «Бабель» (з 2018 року). З 2014 по 2019 рік керувала сайтом ТСН.ua, одним із найбільш популярних новинних порталів України.

## Біографія
Народилася у Києві, у 2004 році закінчила історичний факультет Київського національного університету імені Тараса Шевченка. Навчалася в аспірантурі, але не закінчила її.
Незабаром після закінчення університету почала роботу як політична журналістка: з 2006 року працювала політичною оглядачкою в журналі «Кореспондент», згодом була заступницею головного редактора журналу «Фокус», потім заступницею головного редактора сайту в українському Forbes. У 2013 році разом з іншими журналістами Forbes звільнилася з видання після того, як його придбав близький до тодішнього президента Віктора Януковича олігарх Сергій Курченко. З 2009 до 2014 року була позаштатною авторкою російського видання Slon (зараз Republic), писала для інших російських медіа.
З 2014 до 2019 року працювала в медіахолдингу «1+1 медіа»: обіймала посаду заступниці директора департаменту новин і керувала сайтом ТСН.ua, який на той момент входив до трійки найпопулярніших інформаційних інтернет-сайтів в Україні.
У 2018 році запустила суспільно-політичне інтернет-видання «theБабель», інвестором якого став власник «1+1 медіа» Ігор Коломойський. У 2019 році видання закрилося, бо інвестори зупинили фінансування; у 2020 році перезапустилося під назвою «Бабель» з новими інвесторами.
Катерина Коберник є співвласницею, керівницею та головною редакторкою видання. «Бабель» регулярно входить до списку найбільш якісних українських онлайн-медіа за аналізом Інституту масової інформації.
Є однією з ведучих програми «Україна у фокусі», яка виходить у спільному телемарафоні з 2024 року.
Одружена, має двох доньок.